# Gyracanthocephala
Gyracanthocephala, red parazitskih crva bodljikave glave iz razreda Eoacanthocephala. 
Sastoji se od jedne porodice, Quadrigyridae koja obuhvaća osam rodova sa 61 vrstom. To su: Acanthogyrus (29); Deltacanthus (1); Devendrosentis (1); Palliolisentis (3); Pallisentis (18); Quadrigyrus (5); Raosentis (2); Saccosentis (2)